# Římskokatolická farnost Miroslav
Římskokatolická farnost Miroslav je územní společenství římských katolíků s farním kostelem svatého Petra a Pavla v městě Miroslav v moravskokrumlovském děkanství.

## Historie farnosti
Současný farní kostel v Miroslavi pochází z let 1722 až 1729, vznikl na místě dřívějšího chrámu. Fara byla postavena ve stejné době jako kostel. Známý je přehled duchovních správců v Miroslavi od roku 1624.
V Suchohrdlech u Miroslavi byla fara od 14. století. Ve druhé polovině 17. století obec úplně zpustla a postupně byla obnovena včetně kostela svaté Markéty.

## Duchovní správci
Od 15. září 2005 byl farářem R. D. Pavel Merta, kterého 1. září 2024 nahradil R. D. ThLic. Mikuláš Wawrowski.

## Bohoslužby
| Kostel                | Místo                  | Bohoslužba (den)            | Hodina                         | Poznámka        |
| --------------------- | ---------------------- | --------------------------- | ------------------------------ | --------------- |
| svatého Petra a Pavla | Miroslav               | neděle pondělí středa pátek | 8.00 15.30 (zima)/17.00 (léto) | farní kostel    |
| svatého Mikuláše      | Miroslavské Knínice    |                             |                                | filiální kostel |
| svaté Markéty         | Suchohrdly u Miroslavi |                             |                                | filiální kostel |

## Aktivity ve farnosti
Dnem vzájemných modliteb farností za bohoslovce a bohoslovců za farnosti brněnské diecéze je 20. červen. Adorační den připadá 21. srpen. Farnost se zapojuje do projektu Noc kostelů.
Ve farnosti se pravidelně koná tříkrálová sbírka. V roce 2016 se při ní vybralo v Miroslavi 47 063 korun.

## Adventní věnec
Od roku 2000 se na náměstí v Miroslavi každoročně první neděli adventní rozsvěcuje obří adventní věnec, jehož průměr dosahuje až sedmi metrů. Na jeho tvorbě se každoročně podílejí místní firmy i obyvatelé. Na výrobu se spotřebuje 42 metrů trubkového rámu, vlečka slámy, čtyři vlečky smrkového a borového chvojí a 250 metrů světelného kabelu. 